# Michael Gross (Künstler)

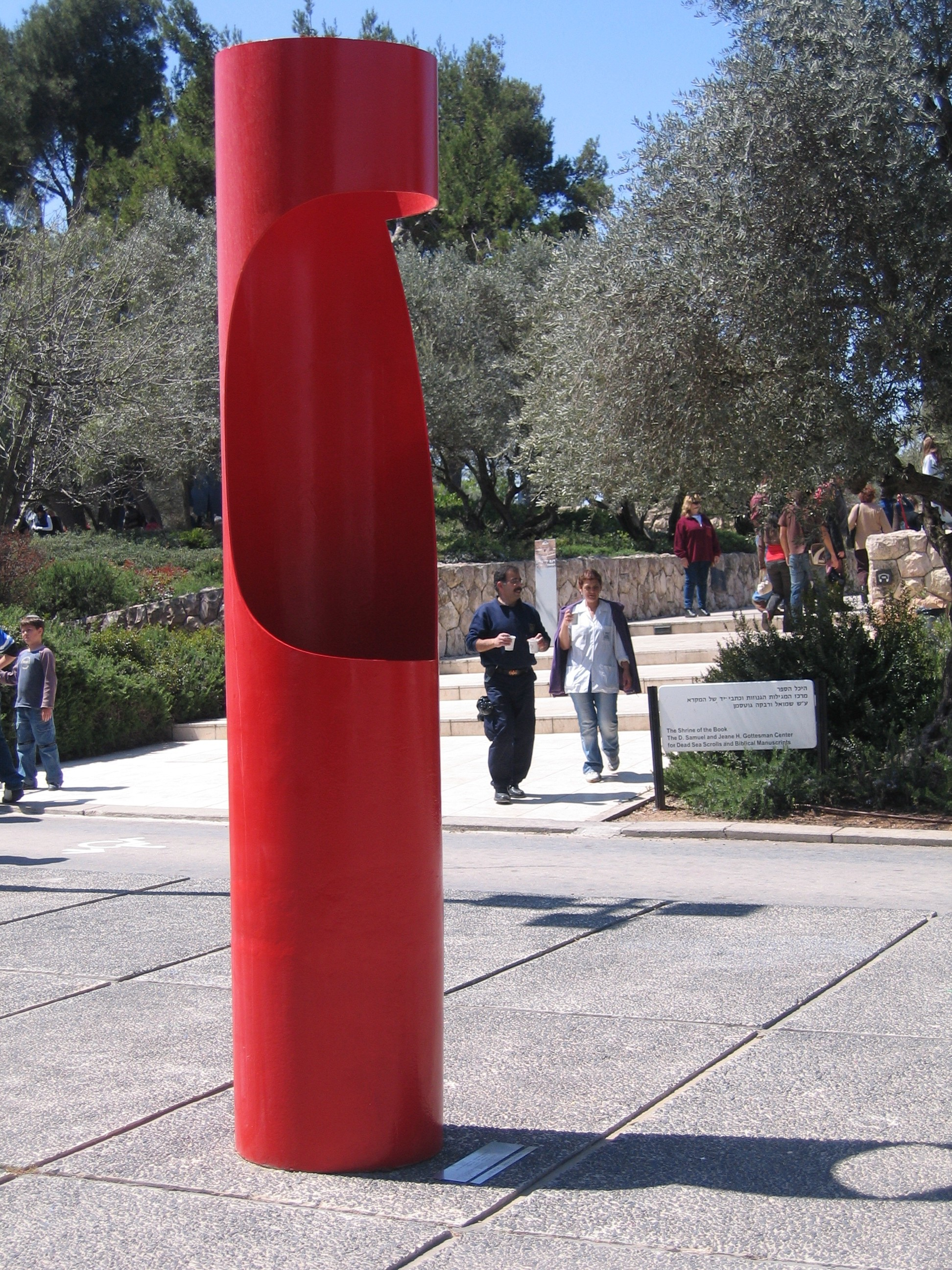
„Queen“, Billy-Rose-Kunstgarten, Jerusalem

Michael Gross (* 1920 in Tiberias, Galiläa; † 4. November 2004) war ein israelischer Designer, Bildhauer und Konzeptkünstler.

## Leben und Werk
Gross studierte von 1939 bis 1940 an der Teachers’ Training College in Jerusalem und von 1943 bis 1945 Bildhauerei bei Moshe Fischer am Technion–Israel Institute of Technology in Haifa. Von 1951 bis 1954 war er in Paris und studierte an der École nationale supérieure des beaux-arts. 1954 kehrte er nach Israel in den Kibbuz Ein Hod zurück, ein Künstlerdorf, das von dem rumänischen Künstler Marcel Janco bei Haifa im Karmelgebirge gegründet wurde. Von 1957 bis 1960 war er Dozent an der Bezalel Art Academy in Jerusalem und von 1960 bis 1980 am Oranim Academic College in Kiryat Tiv'on.
Werke von Gross befinden sich in Sammlungen mehrerer Museen, im Billy-Rose-Kunstgarten am Israel Museum, Haifa Museum of Art in Haifa, Tel Aviv Museum of Art in Tel Aviv und im Tefen-Skulpturengarten.
Gross vertrat Israel 1960 an Biennale Venedig, 1971 wurde er mit einer Goldmedaille während der Biennale São Paulo und 1977 mit dem Sandberg Prize for Israeli Artists des Israel Museums geehrt. 1992 wurde er zur documenta IX in Kassel eingeladen und 2000 erhielt er den Israel-Preis für seine Werke der Design- und Bildhauerkunst in Jerusalem überreicht.

## Werken (Auswahl)
- 1969 To the victims of the sea, Campus der Universität Tel Aviv in Tel Aviv
- 1969/1970 Queen, Billy-Rose-Kunstgarten in Jerusalem
- 1992 Cry Play, Billy-Rose-Kunstgarten
- Rhythm in Space, Tefen-Skulpturengarten in Galiläa

## Fotogalerie

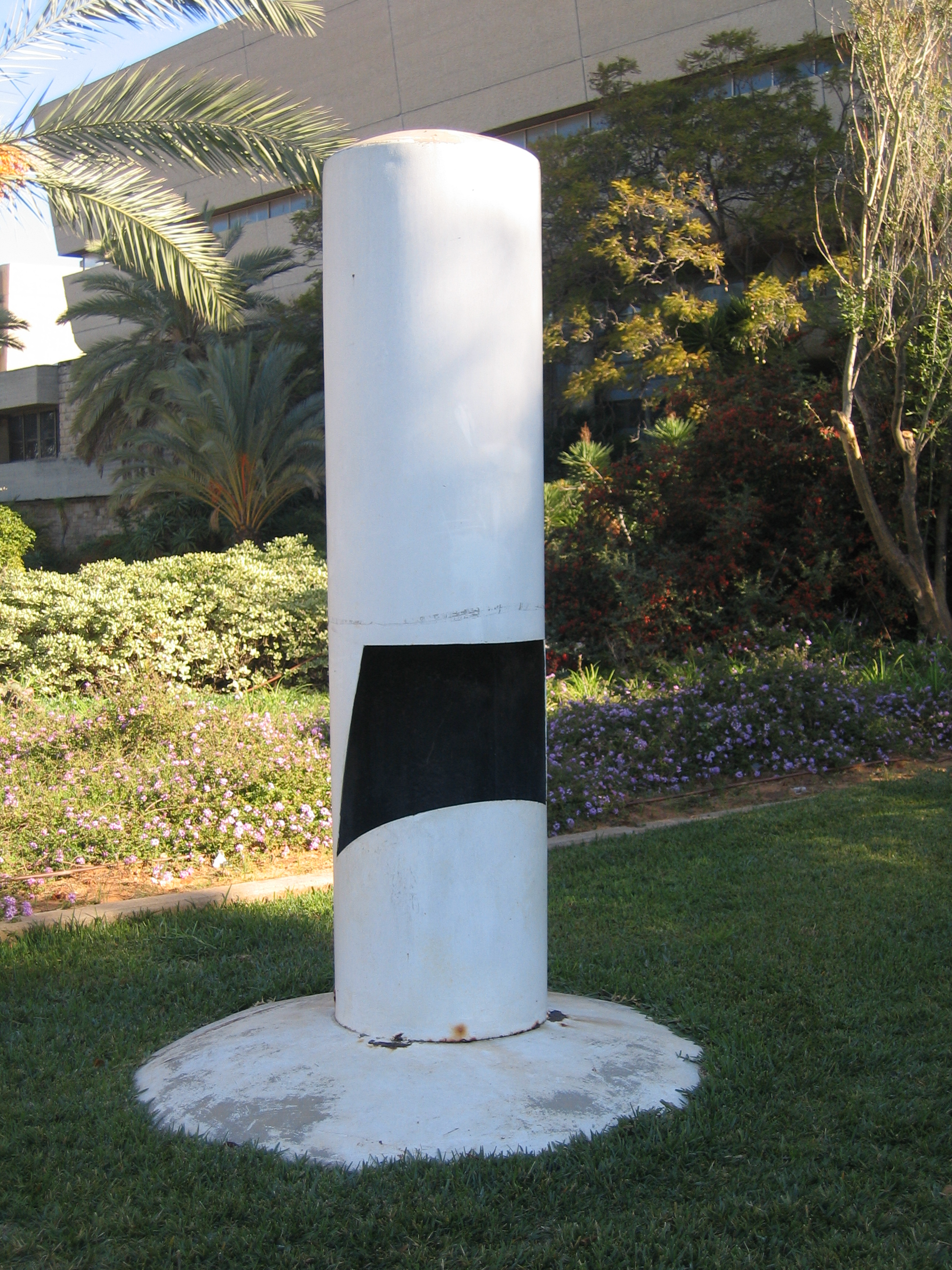
To the victims of the sea (1969)
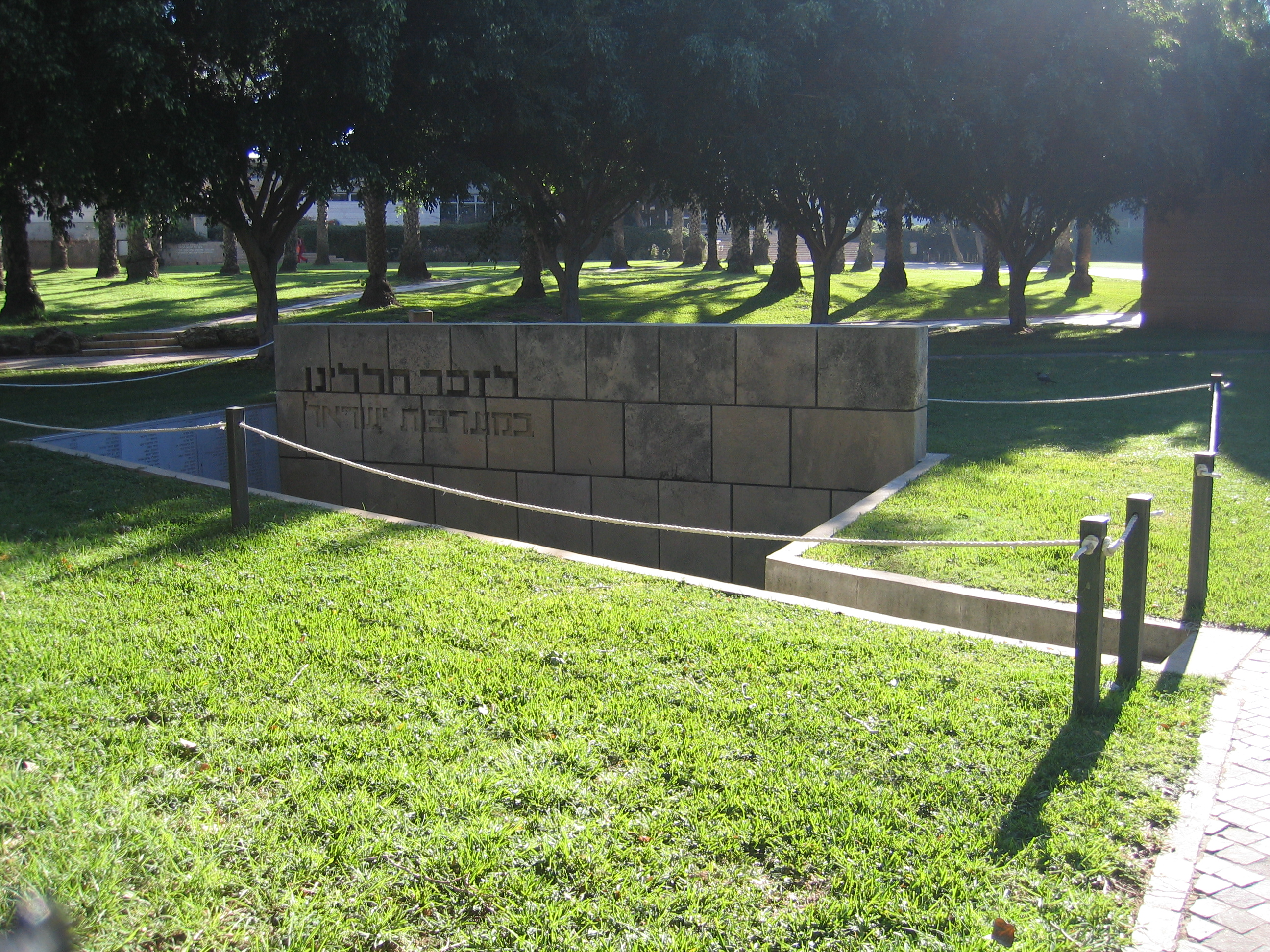
Monument auf dem Campus der Universität Tel Aviv
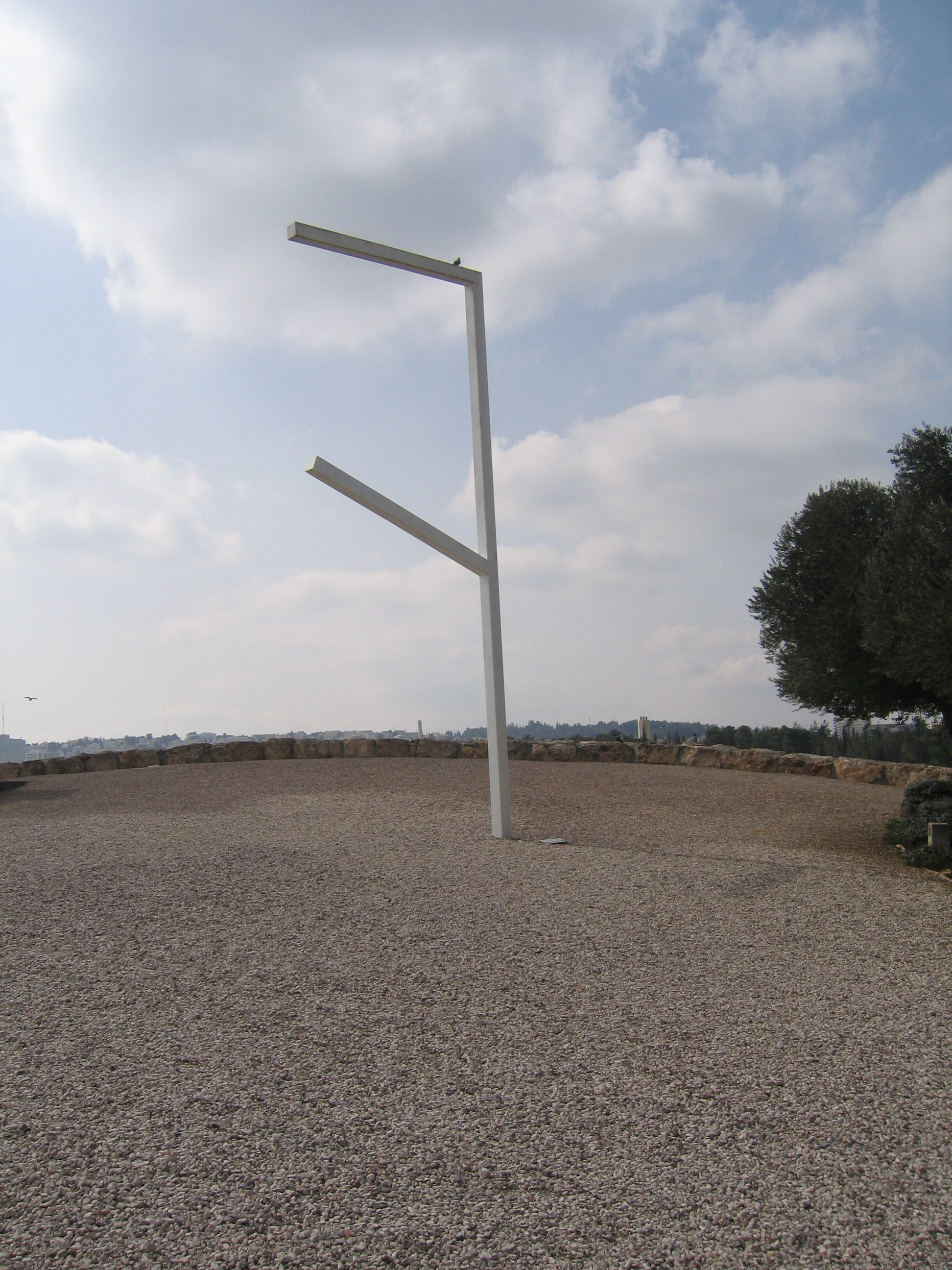
Cry, Pray (1992)